# Une nature sauvage
Une nature sauvage (Untamed) est une série télévisée américaine dramatique et policière créée par Mark L. Smith et Elle Smith. Elle met en vedette Eric Bana, Lily Santiago, Sam Neill, Rosemarie DeWitt et Wilson Bethel.
La première saison, composée de six épisodes, est diffusée en exclusivité sur Netflix le 17 juillet 2025.

## Synopsis
Dans le parc national de Yosemite, un agent spécial du Service des parcs nationaux, Kyle Turner (incarné par Eric Bana), enquête sur la mort suspecte d’une femme tombée de la falaise du El Capitan. Convaincu qu’il ne s’agit pas d’un accident, Turner s’allie à la nouvelle garde-forestière Naya Vasquez (Lily Santiago) pour dénouer une affaire qui s'avèrera complexe, mêlant secrets personnels, réseaux criminels et mystères nichés au cœur de la nature,.

## Distribution

### Principaux
- Eric Bana : Kyle Turner, agent spécial du Service des parcs nationaux
- Lily Santiago : Naya Vasquez, garde-forestière débutante
- Sam Neill : Paul Souter, chef des rangers et mentor
- Rosemarie DeWitt : Jill Bodwin, ex-femme de Turner
- Wilson Bethel : Shane Maguire, responsable de la faune du parc

### Récurrents
- William Smillie : Bruce Milch, ranger vétéran
- Raoul Max Trujillo : Jay Stewart, collègue et ami autochtone de Turner
- Joe Holt : Lawrence Hamilton, surintendant du parc
- Josh Randall : Scott Bodwin, mari actuel de Jill
- Ezra Franky : Lucy Cook, victime identifiée tardivement
- Nicola Correia-Damude : Esther Avalos, avocate liée à une disparition
- Trevor Carroll : M. Begay

## Production
La série est produite par John Wells Productions, en collaboration avec Warner Bros. Television. Les créateurs Mark L. Smith et Elle Smith en sont également showrunners et producteurs exécutifs, aux côtés d’Eric Bana, Todd Black, Tony Shaw, Steve Lee Jones, Cliff Roberts et Erin Jontow.
Le tournage a débuté en juin 2024 et s’est déroulé jusqu’en septembre 2024 essentiellement à Vancouver (Colombie-Britannique), notamment dans des sites comme le Chip Kerr Park, afin de recréer l’atmosphère sauvage de Yosemite,.
Initialement conçue comme une mini-série, une deuxième saison est annoncée par son créateur, Mark L. Smith, en juillet 2025, à la suite de son succès sur Netflix,,.

## Épisodes

### Première saison
La saison 1 comporte six épisodes, diffusés simultanément sur Netflix le 17 juillet 2025 :
1. Un événement céleste
2. L'inconnue
3. El-o'-win
4. Ruée vers l'or
5. Terces
6. Toutes les pistes mènent ici

## Accueil

### Audiences
La série domine peu de temps après sa sortie, le classement Netflix dans plus de 70 pays - dont la France en dépassant les 25 millions de vues durant la première semaine.